# Il sogno di Scipione
Il sogno di Scipione (em português: "O sonho de Cipião"), K. 126, é uma serenata dramática de um ato composta por Wolfgang Amadeus Mozart, com o libreto italiano de Pietro Metastasio. A sua estreia ocorreu em 1 de maio de 1772.

## Personagens
| Scipione (romano)                        | tenor   |
| Constanze (deusa da segurança)           | soprano |
| Fortuna (deusa das coisas boas do mundo) | soprano |
| Publius (avô adotivo de Scipione)        | tenor   |
| Æmilius (pai de Scipione)                | tenor   |
| Licenza                                  | soprano |

## Sinopse
A ópera se passa no norte de África, durante o reinado de Massinissa, o rei da Numídia Oriental, em 200 a.C.
Fortuna e Constanza entram no sonho de Scipio e se oferecem para o acompanhá-lo por toda a vida. Porém, primeiro ele tem que escolher entre Fortuna, o provedor de todas as coisas boas do mundo, e/ou Constanza a deusa as coisas seguras, e confiáveis.
Scipio pede tempo para pensar. Nem no coração dele nem na mente pode ele leva em o que aconteceu, nem pode escolher. Fortuna e Constanza permitem-lhe fazer perguntas: ele quer saber onde está. Dormiu no reino de Massinissa, mas agora não tem a mínima ideia onde se encontra. Fortuna afirma que está no Templo de Céu. As luzes magníficas são as estrelas contra o fundo azul do universo. Ele pode ouvir a música da harmonia das esferas.
Scipio pergunta como se cria esta harmonia. Constanza responde que o poder atrás disto move as esferas como fios em uma cítara, finamente afinada. Scipio pergunta por que este som é inaudível a mortais em terra. Constanza explica que isto é devido à insuficiência dos sentidos deles; olhando para o sol, eles veem só o clarão, ainda ouvindo uma queda de água, e eles não conhecem nada de seu poder destrutivo. Scipio pergunta quem mora neste mundo eterno. Fortuna indica um cortejo se aproximando - heróis, os antepassados dele, os maiores filhos de Roma. Scipio vê Publius e pergunta por que os mortos no céu não têm o seu corpo estragado. Publius assegura que a luz de imortalidade ressuscita o corpo, livrando-o do fardo de mortalidade. Eles estão no Templo do Céu porque merecem a imortalidade. Scipio procura pelo pai dele. Encontra-o mas fica perplexo quando percebe que esta alegria não é mútua. O pai de Emílio lhe fala que a alegria no céu está completa, porque não tem sofrimentos, então ele aponta para a Terra, pequena e miserável e coberta de nuvens, a casa de pessoas extraviadas, furiosas e indiferentes a outra dor.
Espantado Scipio implora ao pai dele que seja permitido permanecer na terra eterna à vista da Terra. Lhe porém, é falado por Publius que ele tem uma grande missão para completar em Terra -destruir um inimigo, depois de fazer a escolha dele entre Constanza e Fortuna.
Scipio pede a Fortuna que tipo de ajuda pode oferecer ela lhe completando a tarefa dele. Ela lhe conta o poder dela de destruir e criar, corromper inocência e autorizar mal. Quem pode resistir a ela? Constanza diz que só ela pode dar o poder de lealdade. Fortuna não pode ir além dos limites ditados por Constanza. Virtude só pode ser derrotada ocasionalmente através de violência, enquanto ações más, bom distinto, são passageiras. Fortuna pode administrar greves raras, mas não pode privar os heróis de esperança e fé. Assim Scipio escolhe Constanza, provocando a raiva de Fortuna, porque o reino eterno é mais querido ao coração dele.
Fortuna, furiosa, chama pragas como vingança para Scipio. Ele mantém a coragem dele porém por uma tempestade suja. Ele regressa ao reino de Massinissa, sentindo a presença de Constanza ao seu lado. A moral atrás do sonho dele era um hino de elogio às virtudes eternas oferecidas por céu, um modelo para tudo esses que acreditam em Deus. Na cena final Licenza elogia a escolha de Scipio e explica que o real protagonista da ópera não é Scipio, mas o dedicado - Príncipe-Arcebispo Hieronymus von Colloredo

## Orquestração
- 1 cravo (para recitativo secco)
- 1 tímpano
- 2 flautas
- 2 oboés
- 2 fagotes
- 2 trompas
- 2 trompetes
- Instr. de cordas: violinos (primeiros e segundos), violas, violoncelos (para recitativo secco) e contrabaixos (para recitativo secco)